# トウロ

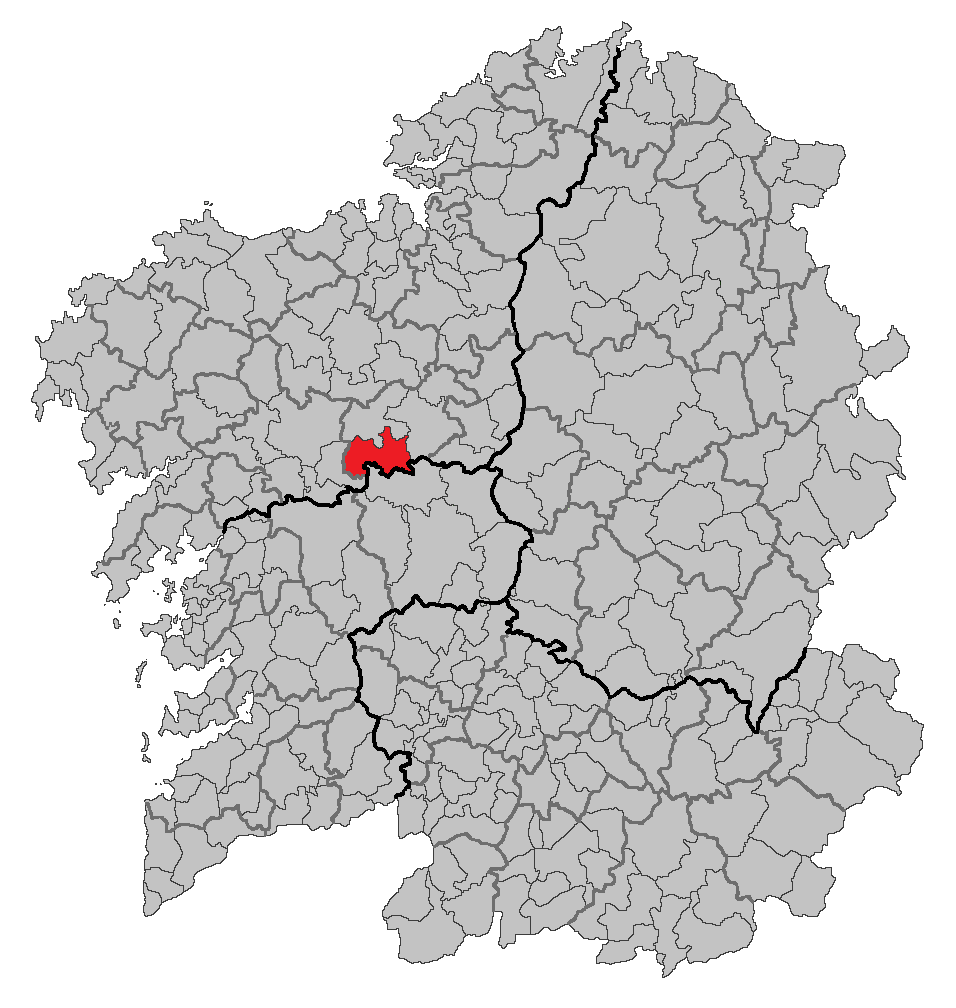

トウロ（Touro）は、スペイン、ガリシア州、ア・コルーニャ県の自治体、コマルカ・デ・アルスーアに属する。ガリシア統計局によると、2011年の人口は4,082人（2010年：4,151人、2006年：4,448人、2005年：4,532人、2004年：4,634人、2003年：5,699人）である。
ガリシア語話者の自治体人口に占める割合は99.22%（2001年）。

## 地理
トウロはア・コルーニャ県の南部に位置し、コマルカ・デ・アルスーアに属する。北はオ・ピノと、東はアルスーアと、南はポンテベドラ県のビラ・デ・クルセスと、西から西にかけてはボケイションの各自治体と隣接、自治体の中心地区は、トウロ教区のフォンテ・ディアス地区。
トウロはアルスーア司法管轄区に属す。

### 人口
住民は19教区の139集落に分散している。
| トウロの人口推移 1900－2010                             |
|                                                         |
| 出典:INE（スペイン国立統計局）1900年 - 1991年、1996年 - |

## 政治
自治体首長はガリシア国民党（PPdeG）のイグナシオ・コデシード・バレイロ（Ignacio Codesido Barreiro）、自治体評議員はガリシア国民党：8、ガリシア民族主義ブロック（BNG）：2、ガリシア社会党（PSdeG-PSOE）：1となっている（2011年5月22日の自治体選挙結果、得票順）。
| 1999年6月13日自治体選挙 |        |        |          |
| 政党                    | 得票数 | 得票率 | 獲得議席 |
| DG                      | 1,723  | 52.13% | 7        |
| PPdeG                   | 1,199  | 36.28% | 5        |
| BNG                     | 229    | 6.93%  | 1        |
| PSdeG-PSOE              | 149    | 4.51%  | 0        |

| 2003年5月25日自治体選挙 |        |        |          |
| 政党                    | 得票数 | 得票率 | 獲得議席 |
| PPdeG                   | 2,141  | 69.31% | 9        |
| BNG                     | 690    | 22.34% | 2        |
| PSdeG-PSOE              | 221    | 7.15%  | 0        |

| 2007年5月27日自治体選挙 |        |        |          |
| 政党                    | 得票数 | 得票率 | 獲得議席 |
| PPdeG                   | 1,859  | 60.12% | 8        |
| BNG                     | 648    | 20.96% | 2        |
| PSdeG-PSOE              | 367    | 11.87% | 1        |
| PG                      | 191    | 6.18%  | 0        |

| '2011年5月22日自治体選挙 |        |        |          |
| 政党                     | 得票数 | 得票率 | 獲得議席 |
| PPdeG                    | 1,870  | 68.93% | 8        |
| BNG                      | 541    | 19.94% | 2        |
| PSdeG-PSOE               | 249    | 9.18%  | 1        |

## 教区
トウロは19の教区に分けられている。太字は自治体中心地区のある教区。
- アンデアーデ（サンティアーゴ）
- バーマ（サン・ビセンソ）
- ベンダーニャ（サンタ・マリーア）
- ベセーニョ（サン・クリストーボ）
- カルボス・デ・ソカミーニョ（サン・マルティーニョ）
- シルセス（サンタ・マリーニャ）
- コルナード（サンティーソ）
- エンケレンテス（サン・ミゲル）
- ファオ（サンタ・ウシーア）
- フォンテス・ロサス（サン・ショアン）
- フォシャス（サン・ブレイショ）
- ロショ（サンタ・マリーア）
- ノベフォンテス（サンティアーゴ）
- プレベディーニョス（サンティアーゴ）
- サン・フィス・デ・キオン（サン・フィス）
- サン・ミゲル・デ・ビラール（サン・ミゲル）
- サン・ペドロ・デ・リベイラ（サン・ペドロ）
- トウロ（サン・ショアン）
- トゥルセス（サンタ・マリーア）